# Інформатор (фільм, 2009)
«Інформатор» (англ. The Informant) — американський художній фільм Стівена Содерберга в жанрі трилера з елементами чорної комедії, знятий за однойменною книгою журналіста Курта Айхенвальда. Сценарій до фільму написав Скотт Барнс. Головні ролі у фільмі виконують Метт Деймон, Мелані Лінскі, Скотт Бакула та Джоел Макгейл.

## Сюжет
У фільмі розповідається про Марка Вітекра, доктора філософії з Ліги плюща, висхідної зірки компанії Archer Daniels Midland (ADM), який на початку 1990-х років підняв шум навколо практики компанії встановлювати договірні ціни на продукцію.
Одного разу вночі, на початку листопада 1992 року цей високопоставлений співробітник ADM розповів агенту ФБР Брайану Шепарду, що співробітники ADM, включаючи самого Вітекра, час від часу зустрічаються з конкурентами, щоб встановити договірну ціну на лізин, харчову добавку. Будучи найбільш високопоставленим співробітником в історії США, який став інформатором, Вітекр за кілька років таємно зібрав сотні годин аудіо- та відеозаписів, щоб віддати їх ФБР. Він допомагав збирати докази, потай фіксуючи на плівку діяльність картелю на ділових зустрічах у різних місцях земної кулі, таких, як Токіо, Париж, Мехіко та Гонконг. За весь період таємної діяльності Вітекра, яка тривала протягом майже трьох років, ФБР одержало сотні годин аудіо- та відеозаписів, що зафіксували злочини, скоєні по всьому світу високопоставленими співробітниками, які встановлюють договірні ціни на харчові добавки, що стало, на той час, наймасштабнішим випадком цінової змови.

## У ролях
- Метт Деймон — Марк Вітекр
- Скотт Бакула — Брайан Шепард
- Джоел Макгейл — Роберт Гірндон
- Мелані Лінскі — Джинджер Вітекр
- Енн К'юсак — Робін Манн
- Енн Дауд — Кейт Медфорд
- Томас Вілсон — Марк Шивайрон
- Петтон Освальт — Ед Гербст
- Скотт Едіт — Сід Галс
- Кленсі Браун — Обрі Деніел